# Jan Thoresen
Jan Thoresen (Oslo, 1º dicembre 1968) è un ex giocatore di curling norvegese.

## Biografia
Partecipò all'età di 29 anni ai XVIII Giochi olimpici invernali edizione disputata a Nagano (Giappone) nel 1998, riuscendo ad ottenere la medaglia di bronzo nella squadra norvegese con i connazionali Eigil Ramsfjell, Stig-Arne Gunnestad, Anthon Grimsmo e Tore Torvbråten.
Nell'edizione la nazionale canadese ottenne la medaglia d'argento, la svizzera quella d'oro.